# Rodney Bennett
Rodney Bennett (1935. március 24. – 2017. január 3.) brit tv-filmrendező.

## Tv-filmjei
- Thirty-Minute Theatre (1969–1973, 10 epizód)
- Z Cars (1969–1974, 13 epizód)
- 'Trial (1971)
- The Regiment (1972, egy epizód)
- Mistress of Hardwick (1972, 10 epizód)
- Dead of Night (1972, egy epizód)
- Murder Must Advertise (1973, négy epizód)
- The Case of Eliza Armstrong (1974, hat epizód)
- Madame Bovary (1975, négy epizód)
- North & South (1975, négy epizód)
- Ki vagy, doki? (Doctor Who) (1975–1976, 10 epizód)
- BB2 Play of the Week (1978, egy epizód)
- Rebecca of Sunnybrook Farm (1978, négy epizód)
- The Lost Boys (1978, három epizód)
- The Legend of King Arthur (1979, nyolc epizód)
- Meghökkentő mesék (Tales of Unexpected) (1979–1988, három epizód)
- Hamlet (1980, tv-film)
- Sense and Sensibility (1981, hét epizód)
- BBC2 Playhouse (1980–1981, két epizód)
- Stalky & Co. (1982, hat epizód)
- Play for Today (1982, egy epizód)
- Dombey & Son (1983, 10 epizód)
- Love and Marriage (1984, egy epizód)
- Edwin (1984, tv-film)
- Love Song (1985, tv-film)
- Great Performances (1987, egy epizód)
- Rumpole of the Bailey (1987, két epizód)
- Anything More Would Be Greedy (1989, hat epizód)
- The House of Eliott (1991, tv-film)
- The Darling Buds of May (1991–1993, négy epizód)
- Soldier Soldier (1993–1994,  négy epizód)
- Doctor Finlay (1996, négy epizód)